# 재전송 공격
재전송 공격(Replay attack), 반복 공격은 유효한 데이터 전송이 악의적으로 또는 사기적으로 반복되거나 지연되는 네트워크 공격의 한 형태이다. 이는 발신자 또는 IP 패킷 대체에 의한 스푸핑 공격의 일부로 데이터를 가로채서 재전송하는 공격자에 의해 수행된다. 이는 중간자 공격의 하위 계층 버전 중 하나이다. 재전송 공격은 일반적으로 본질적으로 수동적이다.
이러한 공격을 설명하는 또 다른 방법은 다음과 같다: 다른 컨텍스트의 메시지를 의도된(또는 원래 및 예상되는) 컨텍스트로 반복하여 보안 프로토콜에 대한 공격을 통해 정직한 참가자가 성공적으로 완료했다고 생각하도록 속이는 것이다.

## 예시

재전송 공격에 대한 그림이다. 앨리스(A)는 자신의 해시된 비밀번호를 밥(B)에게 보낸다. 이브(E)는 해시를 냄새 맡고 재전송 공격을 한다.

앨리스가 밥에게 자신의 신원을 증명하고 싶어한다고 가정해 보겠다. 밥은 신원 증명으로 자신의 비밀번호를 요청하고 앨리스는 충실하게 이를 제공한다(아마도 비밀번호를 해싱하거나 솔팅하는 것과 같은 일부 변환 후에). 그 사이 이브는 대화를 도청하고 비밀번호(또는 해시)를 보관하고 있다. 교환이 끝나면 이브(앨리스 역할)가 밥에 연결된다. 신원 증명을 요청하면 이브는 밥이 수락한 마지막 세션에서 읽은 앨리스의 비밀번호(또는 해시)를 보내 이브에게 액세스 권한을 부여한다.

## 같이 보기
- 서비스 거부 공격
- 중간자 공격
- 도청